# Rafael Toribio
Rafael Toribio Arzate (* 21. August 1953 in Mexiko-Stadt) ist ein ehemaliger mexikanischer Fußballspieler, der vorwiegend im Mittelfeld agierte.

## Laufbahn
Toribio gehörte von 1976 bis 1986 zum Kader der Erstliga-Mannschaft seines „Heimatvereins“ Cruz Azul, mit dem er in den Spielzeiten 1978/79 und 1979/80 den Meistertitel gewann und 1980/81 noch einmal Vizemeister wurde.
Vor seiner Profikarriere bei den Cementeros gehörte er zum Aufgebot einer mexikanischen Auswahlmannschaft, die beim Fußballturnier der Panamerikanischen Spiele 1975 die Goldmedaille gewann. Ein Jahr später gehörte Toribio zum mexikanischen Kader beim olympischen Fußballturnier von 1976, wo er sein Debüt im Spiel gegen Frankreich (1:4) gab.
Im November 1981 absolvierte Toribio drei Länderspiele der mexikanischen A-Nationalmannschaft im Rahmen der Qualifikation zur WM 1982.
Nach zehn Jahren bei Cruz Azul wechselte Toribio im Sommer 1986 zu Ángeles de Puebla, für die er in den Spielzeiten 1986/87 und 1987/88 noch 40 Punktspieleinsätze absolvierte und ein Tor erzielte.

## Erfolge
- Mexikanischer Meister: 1979 und 1980
- Sieger beim Fußballturnier der Panamerikanischen Spiele: 1975